# Кетлин (Флорида)
Кетлин (енгл. Kathleen) насељено је место без административног статуса у америчкој савезној држави Флорида.

## Демографија
По попису из 2010. године број становника је 6.332, што је 3.052 (93,0%) становника више него 2000. године.
| Група             | 2000.         | 2010.         |
| Белци             | 2.934 (89,5%) | 5.282 (83,4%) |
| Афроамериканци    | 56 (1,7%)     | 131 (2,1%)    |
| Азијати           | 7 (0,2%)      | 39 (0,6%)     |
| Хиспаноамериканци | 248 (7,6%)    | 768 (12,1%)   |
| Укупно            | 3.280         | 6.332         |